# Vim
Vim er en teksteditor udviklet af Bram Moolenaar og offentligt udgivet i 1991. Vim er udgivet under en fri software-licens, som indeholder charityware-klausuler, der opfordrer brugere til at donere penge til børn i Uganda. Licensen er kompatibel med GNU General Public License. Vim blev oprindeligt udviklet til at køre på Amiga, men der er senere kommet understøttelse af andre platforme.

## Historie
Bram Moolenaar begyndte arbejdet på Vim i 1988. Moolenaar offentliggjorde Vim (version 1.14) i 1991.
Navnet "Vim" står for "Vi IMproved" ("Vi Forbedret") fordi Vim er en udvidet klon af vi, med flere features designet til at hjælpe ved redigering af kildekode. Oprindeligt stod "Vim" for "Vi IMitation" ("Vi Efterligning"), men dette blev ændret, da Vim version 1.2 blev udgivet i december 1993. I en senere kommentar nævner Moolenaar, at han ændrede navnet, fordi Vim efterhånden havde flere features end vi.

## Interface
Ligesom vi er Vims interface ikke baseret på menuer eller knapper, men på kommandoer og tastaturgenveje givet i et tekstbaseret interface. Der er også en grafisk version, gVim, som tilføjer menuer og knapper til den mest almindelige funktionalitet, men den fulde funktionalitet tilgås stadig via kommandoer og tastaturgenveje.
Vim har en indbygget tutorial, "vimtutor", for begyndere. Vim har også omfattende dokumentation, som kan tilgås direkte i Vim (via ":help"-kommandoen) eller via webbet.

## Tilpasning
Vim har mulighed for tilpasning, bl.a. via de mange indstillinger og brugerdefinerede genveje, som kan automatisere en eller flere handlinger. Derudover er det også muligt at lave udvidelser til Vim som udvider eller tilføjer funktionalitet. Disse kan udvikles med Vims eget scripting-sprog, Vimscript, men også med Lua(siden Vim 7.3), Perl, Python, Ruby, Tcl og Racket.